# Бельгія на зимових Олімпійських іграх 2010
Бельгія на зимових Олімпійських іграх 2010 представлена 8 спортсменами у 4 видах спорту.

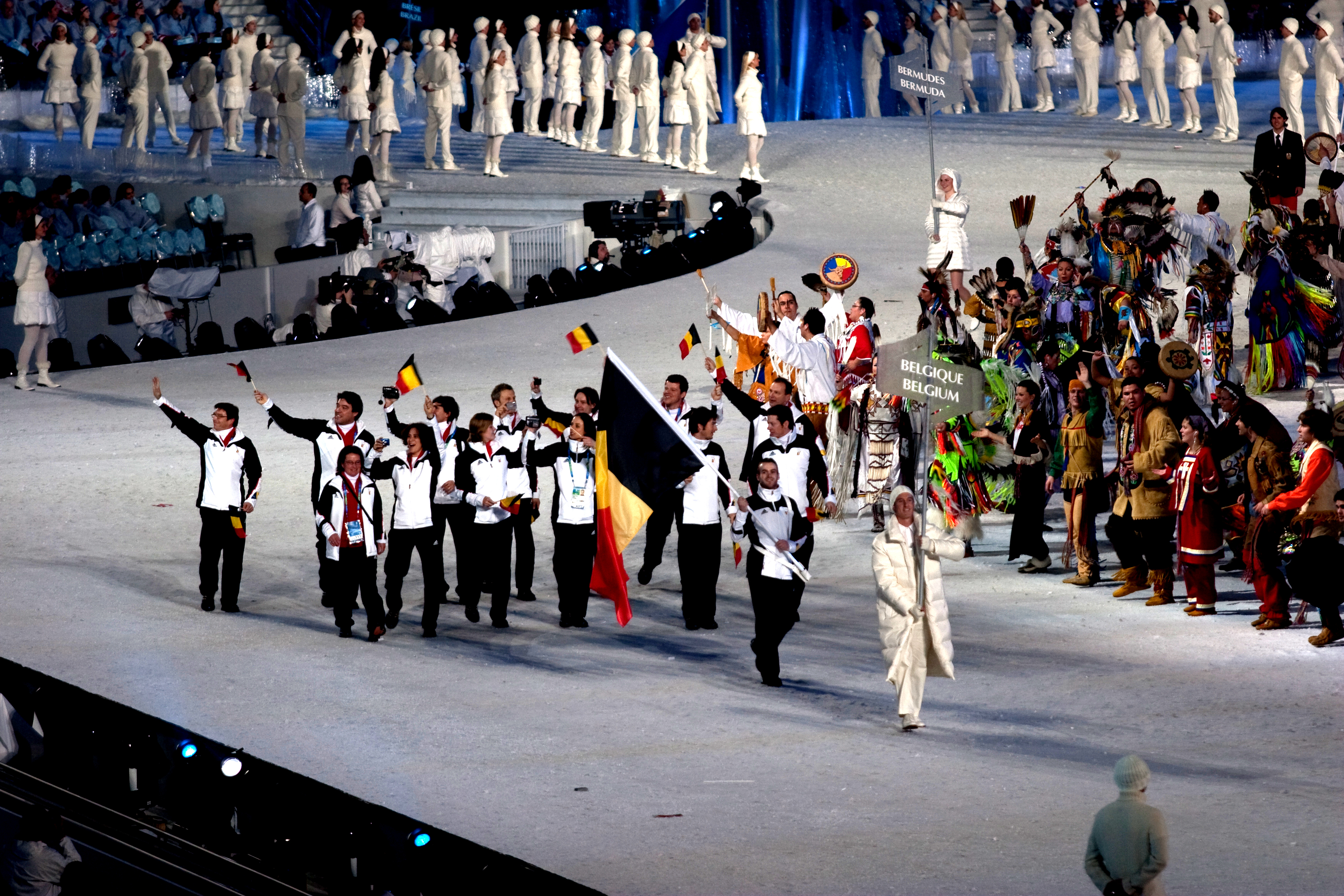
Збірна Бельгії під час Параду націй на церемонії відкриття Олімпіади